# Mierenproef
De mierenproef, ook wel jokodaro of onder Wayana's malaké, is onder inheemse Surinamers een ritueel voor de overgang van de kindertijd naar volwassenheid.
Tijdens de beproeving worden agressieve mieren geplaatst op het lichaam, om te testen of een tiener de pijn kan doorstaan. De proef geldt zowel voor jongens als voor meisjes en heeft zich in de 21e eeuw ontwikkeld tot een ritueel dat in stand wordt gehouden om de cultuur te behouden. Terwijl het ritueel oorspronkelijk was bedoeld als teken voor jongeren om een relatie aan te kunnen gaan, houden ouders dat sindsdien tegen als zij vinden dat hun kind daar nog niet aan toe is.  Daarbij vinden Wayana-jongeren de test begin 21e eeuw ouderwets. Naast een proef met mieren wordt het ritueel bij Wayana's ook wel met wespen uitgevoerd.
Het ritueel is in Suriname bekend onder Wayana's, Karaïben en Arowakken.